# Batalla de la roca del Diamante
La Batalla de la roca del Diamante tuvo lugar entre el 31 de mayo y el 2 de junio de 1805 y fue un asalto por parte de fuerzas franco-españolas comandadas por Julien Marie Cosmao-Kerjulien para retomar Roca del Diamante, enclave estratégico situado en la bahía de Fort-de-France y ocupado por fuerzas británicas desde hacía un año. La batalla es parte de las Guerras Napoleónicas y está enmarcada dentro de la Guerra anglo-española (1804-1809).

## Antecedentes

### Fortificación de Roca del Diamante

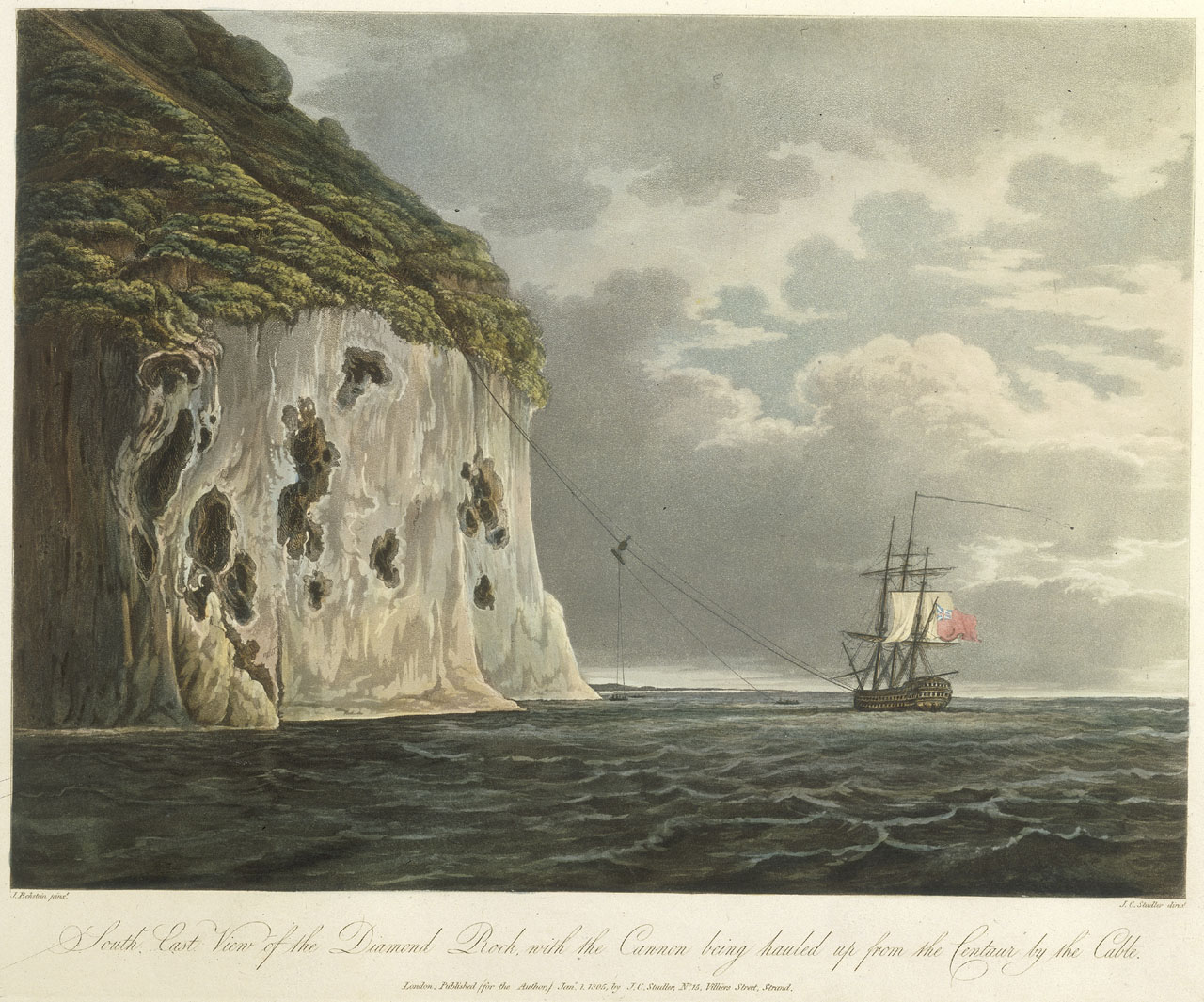
Un cañón es izado con un cable desde el HMS Centaur a la cumbre de la roca.

La Roca del Diamante fue fortificada en enero de 1804 por orden del comodoro Sir Samuel Hood. Sir Hood había luchado activamente contra los corsarios franceses en las Indias Occidentales quienes utilizaban las dos principales bases navales francesas (Guadalupe y Martinica) para lanzar sus ataques contra los barcos ingleses. Hood decidió entonces bloquear Martinica para de este modo reducir la actividad de los corsarios e interceptar los suministros que llegaban al acuartelamiento francés. El comodoro se dio cuenta de que la mejor manera de lograr su objetivo sería ocupando Roca del Diamante lo que permitiría a los ingleses tener el control sobre los barcos que se aproximaran a los puertos de la zona oeste ya que debido a las corrientes que imperaban alrededor de la isla, las naves necesariamente debían pasar cerca de Roca del Diamante.
Tras reconocer Roca del Diamante Hood lo consideró un enclave fácilmente defendible con un único punto posible de desembarco en la zona oeste. Según sus propias palabras: "Treinta hombres con rifles podrían defender la colina contra diez mil asaltantes... se trata de una perfecta plaza naval".
El 7 de enero de 1804 un grupo de hombres al mando del teniente primero James Wilkes Maurice y procedentes del buque insignia de Sir Hood , el HMS Centaur, desembarcaron en el islote junto a un cañón de a 24 libras con el que inmediatamente fortificaron una pequeña cueva en la base de la roca donde instalaron fraguas y un taller de artificieros.
Tras preparar escalas y cuerdas para escalar los verticales acantilados fueron capaces de acceder a la cumbre estableciendo allí
, en varias pequeñas grutas, lugares para el descanso de la tropa, aparte de deforestar con fuego varias zonas para el asentamiento de las baterías. 
Finalmente en febrero, varios cañones fueron transferidos del HMS Centaur a tierra. Un cañón más de a 24 se colocó cerca de la cueva a nivel del mar y otro del mismo calibre fue ascendido a la cima de la roca junto con dos piezas de a 18 libras. Además, los hombres disponían de varios botes, uno de ellos armado con una carronada, para poder interceptar barcos enemigos.

### La reacción francesa
A pesar de la evidente vulnerabilidad tanto del HMS Centaur como del asentamiento en el islote durante su proceso de fortificación, los franceses no intervinieron. El gobernador de Martinica en aquel entonces, Louis Thomas Villaret de Joyeuse, se limitó a ordenar la construcción de una carretera hasta la costa frente a Roca del Diamante y el establecimiento allí de una batería de cañones, medidas de las que fueron alertados los ingleses por la población negra de la isla quienes en su mayoría apoyaban a los ingleses. Un destacamento británico fue enviado a la costa donde consiguieron con éxito capturar al ingeniero encargado de la construcción de la batería francesa. Los trabajos en esta posición nunca se acabaron y fueron definitivamente abandonados cuando cesó la amenaza inglesa en la zona.

### HMFort Diamond

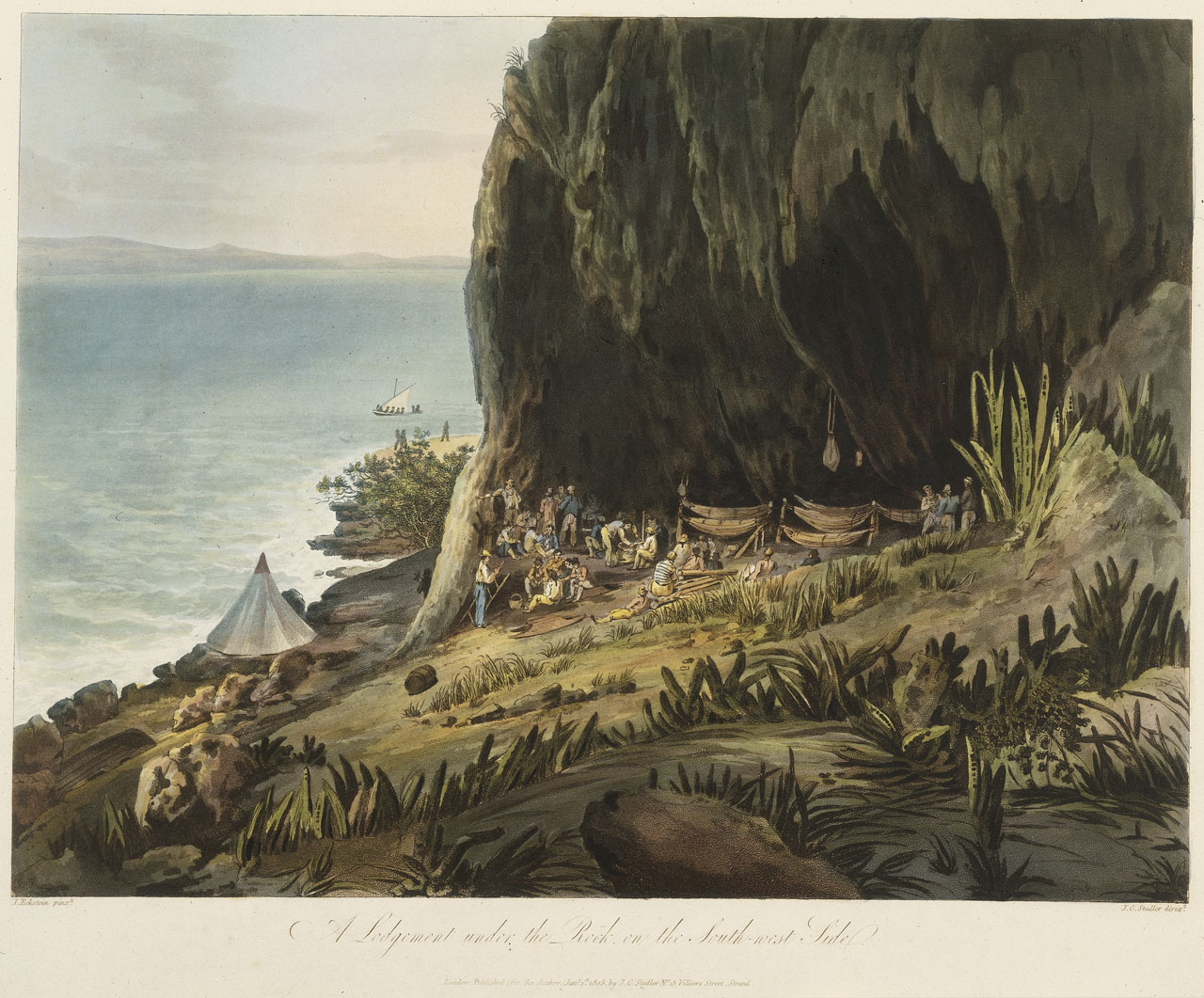
Alojamiento bajo la roca en la zona sudeste.

A principios de febrero los cañones habían sido instalados y probados. Las piezas de a 18 libras eran capaces de cubrir por completo el canal de mar entre la isla y el islote obligando a los barcos a evitarlo lo que unido a los vientos y las corrientes del área imposibilitaba a los barcos penetrar en la bahía.
Con los trabajo finalizados el 7 de febrero, Sir Hood decidió formalizar la administración de la isla y escribió al Almirantazgo británico anunciando que otorgaba a la Roca del Diamante el tratamiento de un Sloop-of-war  bajo el nombre de Fort Diamond. El teniente Maurice, quien había impresionado a Sir Hood por su eficacia en los trabajos de fortificación, fue recompensado otorgándole el grado de capitán.
A partir de ese momento Roca del Diamante fue considerado a todos los efectos un barco enemigo apresado, tratado como cualquier otro barco allí fondeado y refiriéndose al islote como el sloop HMS Fort Diamond. 
Las baterías de cañones también fueron bautizadas con los nombres de Diamond Battery o Fort Diamond para las piezas de a 18 de la cumbre y Hood's battery para los cañones de a 24 libras.

### La vida en la Roca
En la Roca el capitán Maurice estaba al mando de unos 100 hombres ayudado por la misma escala de oficiales que se podrían encontrar en un barco de guerra británico incluyendo un cirujano, un sobrecargo y un subteniente encargado de comandar un pequeño barco de suministros. Se estableció también un hospital y la comida, pólvora o municiones se transportaba en botes desde el Centaur el cual se aprovisionaba en Martinica gracias a la colaboración de los habitantes simpatizantes de los británicos. El agua dulce también debía ser llevado desde Martinica y se construyeron grandes cisternas para almacenarla.
En general la vida en Roca del Diamante no era fácil y los hombres también corrían el riesgo de caer por los altos acantilados o ser mordidos por la fer-de-lance serpiente venenosa endémica de esas islas.

## Primer asalto francés
Con el asentamiento británico firmemente establecido en Roca del Diamante, Sir Hood zarpó con el Centaur y los franceses vieron un oportunidad de atacar. Cuatro barcazas con soldados franceses se hicieron a la mar por la noche sin que los propios ocupantes estuvieran muy convencidos de sus posibilidades. Exhaustos por el estado de la mar llegaron hasta la roca pero no fueron capaces de vencer las fuertes corrientes que les devolvieron a mar abierto. Los franceses consiguieron volver sanos y salvos a Martinica y los ingleses no se enteraron del intento de asalto hasta varios días después. Como intentar el asalto de día era imposible pues les hundirían con los cañones y desalentados por el fracaso de la expedición, los franceses no volvieron a intentar ningún asalto desde Martinica. Mientras, los británicos, dedicaron su tiempo a atacar e interceptar los barcos que se aproximaban a la costa de Martinica interrumpiendo el comercio.

## La llegada de Villeneuve

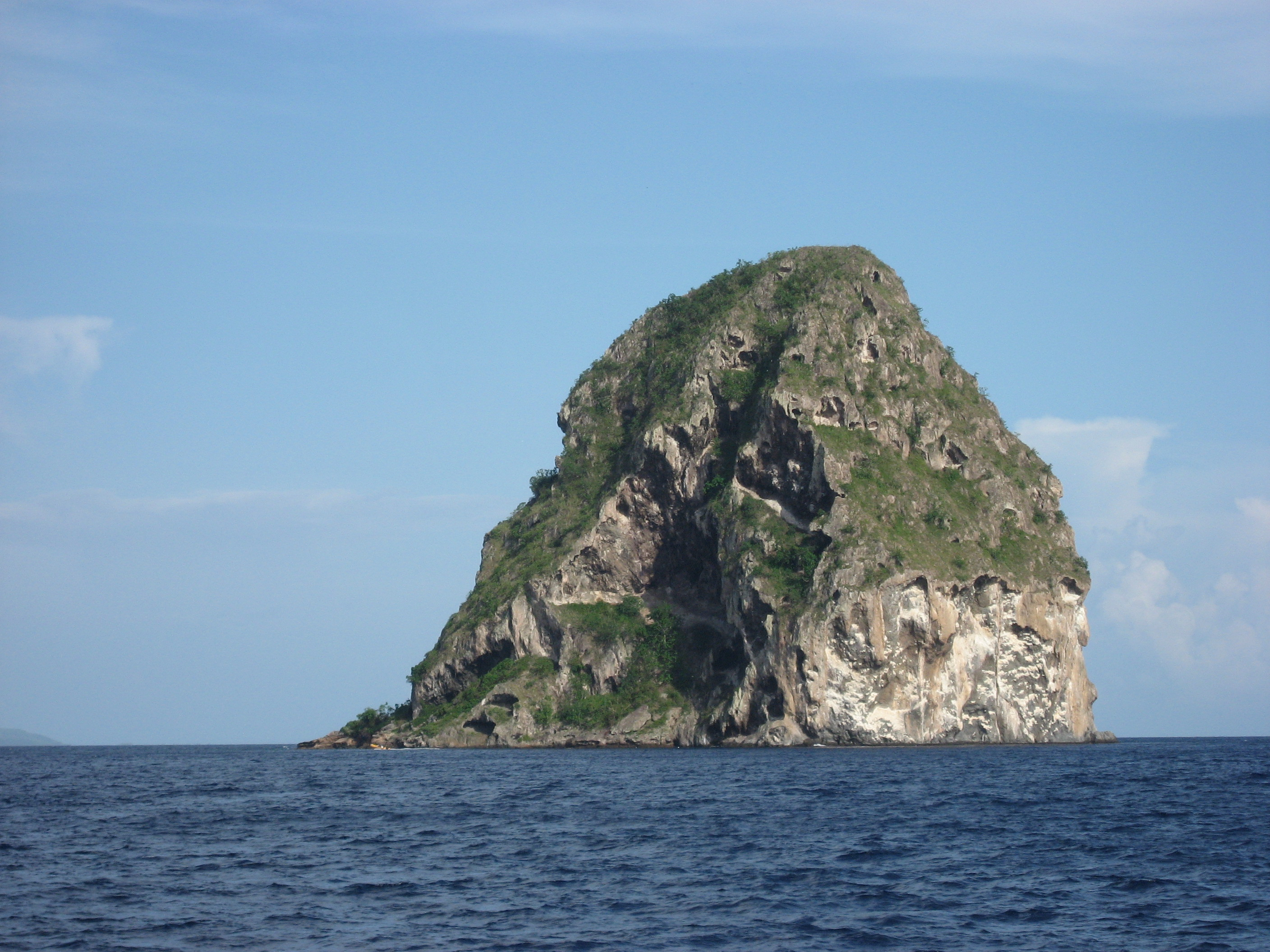
Roca del Diamante en 2007

En mayo de 1805, diecisiete meses después de que los británicos ocuparan la isla, una gran flota francesa llegó a la bahía de Fort-de-France manteniendo a su paso un breve intercambio de fuego con los ingleses de Roca del Diamante.
A la flota francesa bajo las órdenes del vicealmirante Villeneuve se le unió a los pocos días una flota española comandada por el general Federico Gravina. 
Los aliados no tardaron mucho en descubrir que la cisterna principal construida por los ingleses en la roca llevaba meses sin recibir agua debido a una brecha provocada por algunos temblores de tierra y que se fue haciendo más grande por culpa de las vibraciones de los cañones. En la cisterna apenas quedaba agua para un par de semanas y un férreo bloqueo a Roca del Diamante impuesto por la flota combinada impedía que llegaran víveres frescos a la isla.
La flota franco-española transportaba un gran número de soldados enviados expresamente por Napoleón Bonaparte para hostigar y atacar las posesiones británicas en El Caribe. Villeneuve, sin embargo, dijo no tener claras cuáles eran sus órdenes por lo que decidió mantenerse fondeado en Fort-de-France en espera de que se les uniera otra flota francesa mandada por Honoré Joseph Antoine Ganteaume, ignorando que Ganteaume permanecía bloqueado en Brest. Por dos semanas se mantuvo Villeneuve en la bahía hasta que finalmente, persuadido por otros oficiales, decidió usar sus fuerzas para atacar Roca del Diamante. Villeneuve eligió al capitán Julien Marie Cosmao-Kerjulien del navío francés de 74 cañones Pluton para comandar la expedición formada por, además del Pluton, el 74 cañones Berwick, el 36 cañones Sirène, una corbeta, una goleta, once cañoneras, y entre 300 y 400 hombres.

## La batalla

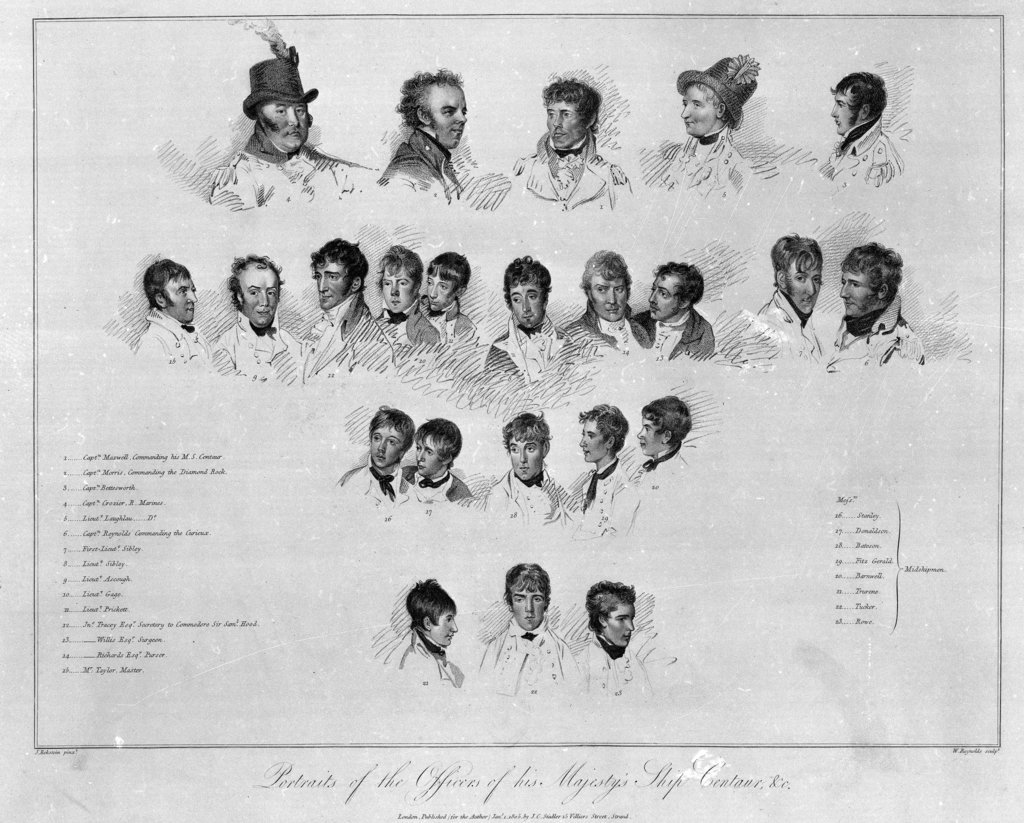
Colección de retratos de todos aquellos relacionados con el establecimiento, operación o defensa de Roca del Diamante. El capitán James Maurice se encuentra en la parte superior, el segundo por la izquierda (su nombre aparece como Morris).

La flotilla abandonó la bahía el 29 de mayo pero no consiguieron una posición a barlovento propicia para el ataque hasta el 31. Mientras, el capitán inglés, consciente de la abrumadora superioridad de las fuerzas atacantes y viendo imposible defender el nivel inferior, inutilizó los cañones destinados a defender un desembarco, hundió las barcazas y trasladó el resto de sus fuerzas a los niveles superiores para defenderse desde allí del ataque inminente.
Desde los barcos españoles San Rafael, Argonauta, España y Firme partieron cuatro cañoneras siendo las tropas españolas las primeras en tocar tierra y desembarcar bajo un intenso fuego enemigo. Desde los barcos de la flota se inició un fuerte cañoneo contra la roca para proteger a la infantería que trataba de llegar a los niveles inferiores perdiéndose en la operación tres cañoneras y dos barcazas de remos que transportaban soldados. Sin embargo, las fuerzas atacantes cometieron el negligente descuido de no llevar escalas para trepar por los altos acantilados de roca viva. A pesar de todo, las tropas inglesas quedaron sitiadas en la parte superior y el 2 de junio, sin munición, sin apenas alimentos ni agua y exhaustos, el capitán inglés comenzó las negociaciones para su rendición.
A las cuatro en punto de la tarde una bandera de tregua ondeó en la cima y un oficial cadete francés fue enviado en una goleta para ofrecer los términos de la rendición. Finalmente, el día 5 de junio, el capitán Maurice accedió a rendir Roca del Diamante. Las condiciones de la rendición fueron que los oficiales mantendrían sus espadas, que seguirían bajo sus órdenes y que tras llevarlos a Fort-de France serían todos repatriados a un asentamiento británico en cuanto fuera posible.
Las bajas británicas en batalla fueron de dos hombres muertos y un herido, mientras que por la parte franco-española las versiones son dispares. Mientras que los ingleses las estimaron en unas 70 bajas, el comandante francés de las fuerzas de desembarco hizo un "cálculo apresurado" de unas 50. Aparte, los ingleses hundieron cinco barcazas y provocaron varias víctimas en los barcos de guerra durante el bombardeo. El capitán y sus hombres abandonaron la roca la mañana del 6 de junio y fueron embarcados en los barcos Pluton y Berwick.

## Consecuencias
El capitán Maurice llegó a Barbados el 6 de junio y siguiendo el procedimiento naval de la época, por el que todo comandante que pierda su barco automáticamente se enfrentará a una Corte marcial, fue trasladado a Bahía de Carlisle donde el 24 de junio fue juzgado en consejo de guerra a bordo del 28 cañones HMS Circe. Finalmente la Corte falló a favor del capitán absolviéndolo con honores por la pérdida del HMS Diamond Rock. 

Esta Corte es de la opinión que el capitán J.W. Maurice, los oficiales y últimos hombres del sloop de su Majestad Diamond Rock hicieron todo lo posible hasta el último momento en defensa de la Roca del Diamante enfrentándose a fuerzas enemigas muy superiores... El capitán Maurice no rindió Diamond Rock hasta que fue totalmente imposible mantener su defensa por la falta de munición y agua. Por lo tanto y en consecuencia, esta Corte decide absolver con honores al capitán Maurice.

Por otra parte, Villeneuve prosiguió con su timorata campaña por El Caribe siendo lo único destacable la acción del general Gravina con su Argonauta que interceptó un convoy inglés de 16 barcos consiguiendo capturar 15 de ellos.
Después de esto, al enterarse Villeneuve de que Nelson andaba por aquellas aguas con su flota, el almirante francés abandonó cualquier plan de ataque a colonias británicas y volvió a Europa. Las palabras del general francés Honoré Charles Reille expresan a la perfección la impotencia del resto de mandos.

Durante tres semanas hemos sido los amos del mar con una fuerza de desembarco de casi 8.000 hombres y no hemos sido capaces de atacar ni una sola isla.

La toma de Roca del Diamante y la captura de 15 mercantes fueron los únicos logros de la flota combinada durante su campaña en El Caribe. Poco tiempo después las flotas se encontrarían en aguas europeas en la Batalla de Trafalgar.
Roca del Diamante permaneció en manos francesas hasta la invasión de Martinica de 1809.